# Tarcísio Meira
Tarcísio Pereira de Magalhães Sobrinho, más conocido como Tarcísio Meira (São Paulo, 5 de octubre de 1935-São Paulo, 12 de agosto de 2021), fue un actor brasileño. Considerado uno de los mayores actores de su generación, marcó época y personajes en el cine, en el teatro y en la televisión.

## Biografía
Casado con la actriz Gloria Menezes, tuvieron uno de las bodas más duraderas de la televisión brasileña, y son los padres del actor Tarcísio hijo.
Tarcisio murió el 12 de agosto de 2021 en el hospital Albert Einstein de São Paulo, a la edad de 85 años, por complicaciones de COVID-19.

## Filmografía

### Televisión
| Año       | Televisión                                                       | Personaje                                    | Emisora        |
| --------- | ---------------------------------------------------------------- | -------------------------------------------- | -------------- |
| 1959      | Noches blancas                                                   | –                                            | Rede Tupi      |
| 1961      | Pires Camargo                                                    | –                                            | Rede Tupi      |
| 1961      | Maria Antonieta                                                  | –                                            | Rede Tupi      |
| 1962      | TV de Vanguarda                                                  | Episodio: Historia de un héroe               | Rede Tupi      |
| 1962      | Cleópatra                                                        | Marco Antônio                                | Rede Tupi      |
| 1962      | A Única Verdade                                                  | –                                            | Rede Tupi      |
| 1962      | A Noite Eterna                                                   | Alexandre                                    | Rede Tupi      |
| 1962      | A Intrusa                                                        | –                                            | Rede Tupi      |
| 1963      | Grande Teatro Tupi                                               | Episodio: El tiempo y los Conways            | Rede Tupi      |
| 1963      | 2-5499 Ocupado                                                   | Larry                                        | Rede Excelsior |
| 1964      | Uma Sombra em Minha Vida                                         | Eduardo                                      | Rede Excelsior |
| 1964      | Mãe                                                              | Betinho                                      | Rede Excelsior |
| 1964      | Ambição                                                          | Miguel                                       | Rede Excelsior |
| 1965      | A Deusa Vencida                                                  | Edmundo Amarante                             | Rede Excelsior |
| 1965      | Piedra Redonda 39                                                | –                                            | Rede Excelsior |
| 1966      | Almas de Pedra                                                   | Danilo                                       | Rede Excelsior |
| 1966      | As Minas de Prata                                                | –                                            | Rede Excelsior |
| 1967      | O Grande Segredo                                                 | Celso                                        | Rede Excelsior |
| 1968      | Sangue e Areia                                                   | Juan Galhardo                                | Rede Globo     |
| 1968      | A Gata de Vison                                                  | Bob Ferguson                                 | Rede Globo     |
| 1969      | Rosa Rebelde                                                     | Sandro de Aragão / Fernando de Aragão        | Rede Globo     |
| 1970      | Irmãos Coragem                                                   | João Coraje                                  | Rede Globo     |
| 1971      | O Homem Que Deve Morrer                                          | Ciro Valdéz                                  | Rede Globo     |
| 1971      | La perla                                                         | –                                            | Rede Globo     |
| 1972      | Meu Primeiro Baile                                               | Renato                                       | Rede Globo     |
| 1973      | Cavalo de Aço                                                    | Rodrigo                                      | Rede Globo     |
| 1973      | Praias Desertas                                                  | –                                            | Rede Globo     |
| 1973      | O Semideus                                                       | Hugo Leonardo hijo / Raul de Paula           | Rede Globo     |
| 1975      | Escalada                                                         | Antônio Días                                 | Rede Globo     |
| 1976      | Saramandaia                                                      | Don Pedro I                                  | Rede Globo     |
| 1977      | Espelho Mágico                                                   | Diogo Maia / Ciro                            | Rede Globo     |
| 1979      | Os Gigantes                                                      | Fernando Lucas                               | Rede Globo     |
| 1980      | Coração Alado                                                    | Juca Pitanga                                 | Rede Globo     |
| 1981      | Brillante                                                        | Paulo César Ribeiro                          | Rede Globo     |
| 1982      | Caso Verdade                                                     | Theo Faron (Episodio: Hijos de la esperanza) | Rede Globo     |
| 1983      | Guerra de los sexos                                              | Felipe de Alcântara Pereira Barreto          | Rede Globo     |
| 1984      | Meu Destino É Pecar                                              | Paulo de Olivo                               | Rede Globo     |
| 1985      | O Tempo e o Vento                                                | Capitán Rodrigo Cambará                      | Rede Globo     |
| 1985      | Roque Santeiro                                                   | Fazendeiro Emerenciano Castor                | Rede Globo     |
| 1985      | Grande Sertão: Veredas                                           | Hermógenes                                   | Rede Globo     |
| 1986      | Rueda de fuego                                                   | Renato Villar                                | Rede Globo     |
| 1988      | Tarcísio y Gloria                                                | Bruno Lazzarini                              | Rede Globo     |
| 1989      | Tieta                                                            | Él mismo                                     | Rede Globo     |
| 1990      | Desejo                                                           | Euclides de la Cuña                          | Rede Globo     |
| 1990      | Araponga                                                         | Aristênio Catanduva                          | Rede Globo     |
| 1991      | Especial Escolinha do Professor Raimundo: 25 Anos dos Trapalhões | Ptolomeu                                     | Rede Globo     |
| 1992      | De Corpo e Alma                                                  | Diogo Santos Varela                          | Rede Globo     |
| 1993      | Usted decide                                                     | Episodio: A Barganha                         | Rede Globo     |
| 1993      | Fiera Herida                                                     | Feliciano Moto de la Costa                   | Rede Globo     |
| 1994      | Pátria Minha                                                     | Raul Pelegrini                               | Rede Globo     |
| 1996      | Mundo VIP                                                        | Él mismo                                     | Rede Globo     |
| 1996      | El rey del ganado                                                | Giuseppe Berdinazzi (1.ª fase)               | Rede Globo     |
| 1996      | A Vida Como Ela É...                                             | Jacinto (Episodio: Futura Sogra)             | Rede Globo     |
| 1998      | Torre de Babel                                                   | César Toledo                                 | Rede Globo     |
| 1998      | Hilda Huracán                                                    | Coronel João Possidônio                      | Rede Globo     |
| 1999      | Usted decide                                                     | Episodio: El pacto                           | Rede Globo     |
| 2000      | A Muralha                                                        | Don Jerônimo Taveira                         | Rede Globo     |
| 2001      | Un ángel cayó del cielo                                          | João Medeiros                                | Rede Globo     |
| 2001      | Sai de Baixo                                                     | Ivo (Episodio: Rebu de Navidad)              | Rede Globo     |
| 2002      | El beso del vampiro                                              | Bóris Vladescu / Igor Pivomar                | Rede Globo     |
| 2004      | Um Só Coração                                                    | Antônio Sousa Borba (Totonho)                | Rede Globo     |
| 2004      | Señora del destino                                               | José Carlos Tedesco                          | Rede Globo     |
| 2005      | Bang Bang                                                        | John McGold                                  | Rede Globo     |
| 2006      | Páginas de la vida                                               | Aristides Martins de Andrade (Tide)          | Rede Globo     |
| 2007      | Dos caras                                                        | Hermógenes Rangel                            | Rede Globo     |
| 2008-2009 | La favorita                                                      | Frederico Copola                             | Rede Globo     |
| 2010      | Cuna de gato                                                     | Él mismo                                     | Rede Globo     |
| 2010      | Afinal, o Que Querem as Mulheres?                                | Romeu                                        | Rede Globo     |
| 2011      | Insensato corazón                                                | Teodoro Amaral                               | Rede Globo     |
| 2012      | Louco por Elas                                                   | Papá Noel (Episodio: O Natal)                | Rede Globo     |
| 2012      | Gabriela                                                         | Juez Roberto Lima                            | Rede Globo     |
| 2013      | Saramandaia                                                      | Tibério Vilar                                | Rede Globo     |
| 2016      | Velho Chico                                                      | Jacinto de Sá Ribeiro (1.ª fase)             | Rede Globo     |
| 2016      | A Lei do Amor                                                    | Fausto Leitão                                | Rede Globo     |
| 2018      | Orgulho e Paixão                                                 | Lorde Williamson                             | Rede Globo     |